# Jelcovy Lhotky
Jelcovy Lhotky (německy Jeletz Lhotka) je malá vesnice, část okresního města Pelhřimov. Nachází se asi 7,5 km na východ od Pelhřimova. V roce 2009 zde bylo evidováno 10 adres. V roce 2001 zde trvale žilo 12 obyvatel.
Jelcovy Lhotky je také název katastrálního území o rozloze 2,21 km2. V katastrálním území Jelcovy Lhotky leží i Kocourovy Lhotky.